# Browar kłodzki i fabryka marmolady
Browar kłodzki i fabryka marmolady (niem. Glatzer Brauhaus) – jeden z browarów w Kłodzku działający na przełomie XIX i XX w., znajdujący się na prawym brzegu Nysy Kłodzkiej  przy ul. Połabskiej (niem.  Mältzstrasse) i ul. Śląskiej 2 (niem. Königshainerstrasse).
Browar powstał prawdopodobnie w 1865 roku z inicjatywy  Alberta Brosiga, który następnie odsprzedał go w 1889 roku żydowskiej rodzinie Ascherów, do których należał ponadto hotel Glatzer Hof. Browar Glatzer Brauhaus należał do największych browarów w mieście. Jego siedziba złożona z kompleksu budynków przemysłowych mieściła się pomiędzy ulicami: Königshainerstrasse i Mälzstrasse (obecne ulice Śląska i Połabska). Piwo produkowano w nich do wybuchu I wojny światowej. Następnie budynki browaru odkupił inny żydowski przedsiębiorca – Hermann May, który zrezygnował z produkcji piwa na rzecz galaretek, marmolady, soków owocowych, wina, likierów, które produkował od lat 20 XX w. Specjalnością fabryki był likier Glatzer Rose (Róża Kłodzka). W latach 30. XX wieku spadkobiercy zmarłego w 1919 roku Hermanna Maya zostali zmuszeni na mocy antysemickich regulacji prawnych do zrezygnowania z działalności gospodarczej (ustawy norymberskie).
Po 1945 r. i włączeniu ziemi kłodzkiej w obręb państwa polskiego w miejscu  uruchomiono Państwową Wytwórnię Marmolady nr 84 wchodzącą w skład Zakładów Przetwórstwa Owocowego Przemysłu Terenowego w Kłodzku, znanymi później pod nazwą  Zakłady Produkcji Leśnej „Las”.

## Zobacz
- Browary w Kłodzku